# La Crucifixión con la Virgen, los santos Juanes y san Francisco
La Crucifixión con la Virgen, los santos Juanes y san Francisco es una pintura al temple sobre tabla fechada entre 1457 y 1458, obra del pintor italiano Paolo Uccello, actualmente en el Museo Thyssen-Bornemisza de Madrid (España).

## Historia
Su datación está sujeta a debate: algunos la fechan en el mismo período que la Catedral de Prato (1435) debido a las similitudes formales entre la pose de la Virgen María en la crucifixión y la mujer subiendo las escaleras del fresco de la capilla del Nacimiento de la Virgen. Otros sitúan la tabla en un período posterior a su regreso a Padua, donde se apreciaría la influencia de la obra del escultor y pintor italiano Donatello.

## Descripción
Sobre el fondo de un paisaje árido, con una montaña en el centro y otras más ligeras y lejanas a los lados, el crucifijo se alza majestuoso, flanqueado por cuatro santos en posiciones simétricas. Desde la izquierda podemos reconocer a Juan el Bautista, la Virgen, Juan el Evangelista y Francisco de Asís. Con sus gestos, sus miradas y sus posturas, remiten continuamente al centro de la representación, a Jesús, a través de un juego de líneas contundentes que recuerda, en su esquema piramidal, a una retícula de perspectiva con vuelo central, tan querida por el autor.
El esquema de color esencial, con rojos, negros y tonos cenicientos en las carnes, es típico de muchas obras de Uccello.